# Ализар, Татьяна Адамовна
Татьяна Адамовна Ализар (род. 21 ноября 1978, Волгоград) — российская гандболистка (вратарь), тренер и преподаватель. Двукратная чемпионка мира (2001, 2005). Бронзовый призёр чемпионата Европы (2000). Шестикратная чемпионка России. Заслуженный мастер спорта России (2002). Кандидат педагогических наук (2010).

## Биография
Татьяна Адамовна Ализар родилась 21 ноября 1978 года в Волгограде. В 2002 году окончила Волгоградскую государственную академию физической культуры.
Начала заниматься гандболом в Волгоградской областной детско-юношеской спортивной школы олимпийского резерва у тренеров Вячеслава Владимировича Кириленко, Василия Викторовича Бушнева и Владимира Фёдоровича Чивикова.
Выступала за волгоградское «Динамо» (1997—2005, 2008—2010), словенский «Крим» (2005—2007), турецкий «Милли Пьянго» (2007—2008), испанский «Итчако» (2010—2011) и звенигородскую «Звезду» (2011).
В составе женской сборной России под руководством Евгения Васильевича Трефилова Татьяна дважды побеждала на чемпионатах мира (2001, 2005), а также в 2000 году стала бронзовым призёром чемпионата Европы.
После завершения спортивной карьеры она работала тренером вратарей в волгоградских «Динамо-2» и «Динамо-ВКОР». В настоящее время является старшим преподавателем кафедры теории и методики спортивных игр Волгоградской государственной академии физической культуры, преподаёт теорию и методику гандбола, а также прикладную физическую культуру. В 2010 году защитила диссертацию на тему «Индивидуализация подготовки гандболисток вратарей высокой квалификации» и получила учёную степень «кандидат педагогических наук».

## Достижения

### Со сборной
- Двукратная чемпионка мира (2001, 2005).
- Бронзовый призёр чемпионата Европы (2000).

### С клубами
- Шестикратная чемпионка России (1999—2001, 2009, 2010).
- Четырёхкратный серебряный призёр чемпионата России (2002—2005).
- Бронзовый призёр чемпионата России (1998).